# Прибор (станція)
Прибор (біл. Прыбар) — проміжна залізнична станція Гомельського відділення Білоруської залізниці  на одноколійній лінії Гомель — Лунинець — Берестя між станціями Рандовський та Якимівка. Розташована поруч із селами Прибор та Нова Буда Гомельського району Гомельської області. У межах станції розташовані зупинні пункти Сади та Щербівка.

## Історія
Станція відкрита у 1886 році під час будівництва лінії Лунинець — Гомель Поліських залізниць. У 1887 році лінію подовжено до Брянська.

## Пасажирське сполучення
Станція обслуговує виключно приміські поїзди, які прямують до станцій Гомель-Пасажирський, Речиця, Хойники, Калинковичі, Мозир і Єльськ.